# Liste der Monuments historiques in Tourrette-Levens
Die Liste der Monuments historiques in Tourrette-Levens führt die Monuments historiques in der französischen Gemeinde Tourrette-Levens auf.

## Liste der Bauwerke
| Bezeichnung                        | Beschreibung               | Standort | Kennzeichnung | Schutzstatus | Datum | Bild           |
| ---------------------------------- | -------------------------- | -------- | ------------- | ------------ | ----- | -------------- |
| Château de Église de Touët-sur-Var | Burgruine, 13. Jahrhundert | (Lage)   | PA00080886    | Inscrit      | 1937  | weitere Bilder |
| Kirche Ste-Rosalie                 |                            | (Lage)   | PA00080887    | Inscrit      | 1937  | weitere Bilder |
| Site archéologique du Mont Revel   |                            | (Lage)   | PA06000051    | Inscrit      | 2018  |                |